# Caenaugochlora fulgur
Caenaugochlora fulgur är en biart som först beskrevs av Joseph Vachal 1904.  Caenaugochlora fulgur ingår i släktet Caenaugochlora och familjen vägbin. Inga underarter finns listade.